# كورسيغول
كورسيغول (بالفرنسية: Coursegoules)‏ هي بلدية فرنسية تقع في إقليم الألب البحرية من منطقة بروفنس ألب كوت دازور في جنوب شرق فرنسا. تبلغ مساحة هذه المدينة 40.98 (كم²)، وترتفع عن سطح البحر 1020 م، يبلغ عدد سكانها 455 نسمة حسب إحصاء المعهد الوطني للإحصاء والدراسات الاقتصادية سنة 2009 م. وترأس Alain Arziari البلدية خلال فترة (2008-2014).

## أعلام
- نوما أندوير

## وصلات خارجية
- صفحة البلدية على موقع المعهد الوطني للإحصاء والدراسات الاقتصادية